# Keely Hodgkinson
Keely Hodgkinson, née le 3 mars 2002 à Wigan, est une athlète britannique, spécialiste du demi-fond, double championne d'Europe du 800 m en 2022 et 2024, vice-championne olympique en 2021 et vice-championne du monde en 2022 et 2023.
Elle est également double championne d'Europe en salle, en 2021 et 2023.
Elle est championne olympique du 800 m en 2024 à Saint Denis, lors des Jeux Olympiques de Paris.

## Biographie

### Carrière junior
Keely Hodgkinson remporte la médaille d'or du 800 m lors des championnats d'Europe jeunesse de 2018. L'année suivante, elle se classe troisième des championnats d'Europe juniors 2019.
En 2020, encore âgée de 17 ans, elle bat le vieux record national junior du 800 mètres en salle, que détenait Kirsty Wade depuis 1981. La même année, elle devient double championne nationale senior du 800 m, en salle puis en plein air.

### Vice-championne olympique et championne d'Europe en salle (2021)
Début 2021, Hodgkinson devient la première junior à courir un 800 m en salle en moins de deux minutes, en 1 min 59 s 03 à Vienne.Le 7 mars 2021, elle est couronnée championne d'Europe en salle en 2 min 03 s 88 devant les Polonaises Joanna Jóźwik et Angelika Cichocka. En plein air, Hodgkinson bat le record national junior, en 1 min 58 s 83 au Golden Spike Ostrava, puis en 1 min 57 s 51 au Bauhaus-Galan de Stockholm.
Qualifiée pour les Jeux olympiques de Tokyo, elle glane la médaille d'argent du 800 m en 1 min 55 s 88, battant le record d'Europe junior de la distance détenu depuis 1978 par Hildegard Körner. Elle est devancée par l'Américaine Athing Mu.
Le 9 septembre, en finale de la Ligue de diamant se déroulant au Weltklasse Zurich, elle s'impose en 1 min 57 s 98.

### Vice-championne du monde et championne d'Europe (2022)
En février 2022, à Birmingham, Keely Hodgkinson établit un nouveau record du Royaume-Uni en salle du 800 m en parcourant la distance en 1 min 57 s 20.
Aux championnats du monde 2022 à Eugene, elle décroche la médaille d'argent du 800 m, devancée une nouvelle fois par Athing Mu. Le 2 août 2022 à Birmingham lors des Jeux du Commonwealth, elle s'empare de la médaille d'argent du 800 m, battue cette fois par la Kényane Mary Moraa.
Le 20 août 2022 lors des championnats d'Europe à Munich, la Britannique s'adjuge le titre, son premier en plein air, dans le temps de 1 min 59 s 04, devant la Française Rénelle Lamote et la Polonaise Anna Wielgosz.

### Deuxième titre de championne d'Europe et championne olympique (2024)
Elle dispute son premier 800 m de la saison en mai 2024 à Eugene lors de la Prefontaine Classic. Elle y devance la championne du monde en titre Mary Moraa en établissant la meilleure performance mondiale de l'année en 1 min 55 s 78. 
Elle remporte début juin la médaille d'or des championnats d'Europe à Rome, en devançant dans le temps de 1 min 58 s 65 la Slovaque Gabriela Gajanová et la Française Anaïs Bourgoin.
Le 20 juillet 2024 lors du London Grand Prix à Londres, Keely Hodgkinson établit le temps de 1 min 54 s 61 et devient la sixième meilleure performeuse mondiale de tous les temps sur 800 m. Aucune femme n’avait couru aussi vite sur cette distance depuis la Sud-Africaine Caster Semenya en 2018.
Lors des Jeux olympiques 2024, Keely Hodgkinson décroche la médaille d'or du 800 m en 1 min 56 s 72 en devançant Tsige Duguma et Mary Moraa.

## Palmarès
| Date | Compétition                        | Lieu             | Place | Course | Temps         |
| ---- | ---------------------------------- | ---------------- | ----- | ------ | ------------- |
| 2019 | Championnats d'Europe juniors      | Borås            | 3e    | 800 m  | 2 min 03 s 40 |
| 2021 | Championnats d'Europe en salle     | Toruń            | 1re   | 800 m  | 2 min 03 s 88 |
| 2021 | Jeux olympiques                    | Tokyo            | 2e    | 800 m  | 1 min 55 s 88 |
| 2021 | Ligue de diamant                   | Zürich           | 1re   | 800 m  | 1 min 57 s 98 |
| 2022 | Championnats du monde              | Eugene           | 2e    | 800 m  | 1 min 56 s 38 |
| 2022 | Jeux du Commonwealth               | Birmingham       | 2e    | 800 m  | 1 min 57 s 40 |
| 2022 | Championnats d'Europe              | Munich           | 1re   | 800 m  | 1 min 59 s 04 |
| 2023 | Circuit mondial en salle de l'IAAF | Birmingham       | 1re   | 800 m  | 1 m 57 s 18   |
| 2023 | Championnats d'Europe en salle     | Istanbul         | 1re   | 800 m  | 1 min 58 s 66 |
| 2023 | Championnats d'Europe espoirs      | Espoo            | 3e    | 400 m  | 51 s 76       |
| 2023 | Championnats du monde              | Budapest         | 2e    | 800 m  | 1 min 56 s 34 |
| 2023 | Ligue de diamant                   | Ligue de diamant | 2e    | 800 m  | 1 min 55 s 19 |
| 2024 | Championnats d'Europe              | Rome             | 1re   | 800 m  | 1 min 58 s 65 |
| 2024 | Jeux olympiques                    | Saint-Denis      | 1re   | 800 m  | 1 min 56 s 72 |

## Records
Elle détient les records de Grande-Bretagne en plein air et en salle du 800 m.
En U23 la catégorie espoirs de l'athlétisme, Keely Hodgkinson détient le record d'Europe du 800 m, qu'elle a battu deux fois, à Tokyo en 2021 et à Paris en 2023 en 1 m 55 s 77.
| Épreuve | Épreuve      | Temps              | Lieu       | Date            |
| ------- | ------------ | ------------------ | ---------- | --------------- |
| 400m    | En plein air | 51 s 61            | Savone     | 15 mai 2024     |
| 400m    | En salle     | 52 s 42            | Birmingham | 27 février 2022 |
| 800 m   | En plein air | 1 min 54 s 61 (NR) | Londres    | 20 juillet 2024 |
| 800 m   | En salle     | 1 min 57 s 18 (NR) | Birmingham | 25 février 2023 |